# Rhantus
Rhantus är ett släkte av skalbaggar som beskrevs av Pierre François Marie Auguste Dejean 1833. Rhantus ingår i familjen dykare.

## Bildgalleri

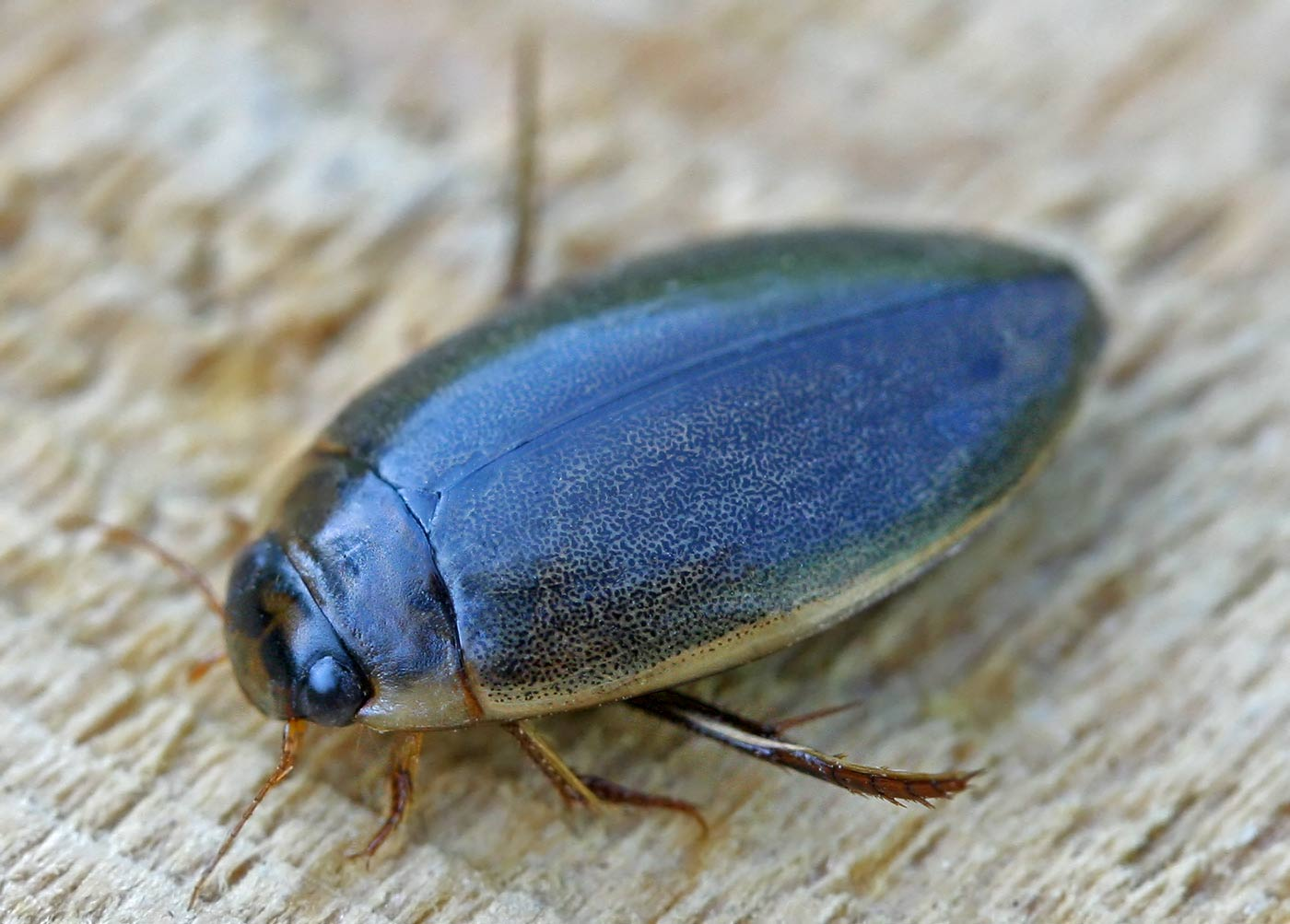
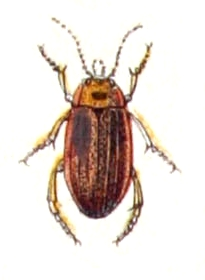

## Dottertaxa tillRhantus, i alfabetisk ordning[1][2]
- Rhantus advena
- Rhantus alluaudi
- Rhantus alutaceus
- Rhantus andinus
- Rhantus anggi
- Rhantus anisonychus
- Rhantus annectens
- Rhantus antarcticus
- Rhantus atricolor
- Rhantus bacchusi
- Rhantus binotatus
- Rhantus bistriatus
- Rhantus blancasi
- Rhantus bohlei
- Rhantus bouvieri
- Rhantus bula
- Rhantus calidus
- Rhantus calileguai
- Rhantus capensis
- Rhantus cheesmanae
- Rhantus cicurius
- Rhantus colymbitoides
- Rhantus concolorans
- Rhantus consimilis
- Rhantus consputus
- Rhantus crypticus
- Rhantus dani
- Rhantus debilis
- Rhantus discicollis
- Rhantus duponti
- Rhantus ekari
- Rhantus elegans
- Rhantus elisabethae
- Rhantus englundi
- Rhantus erraticus
- Rhantus exsoletus
- Rhantus fennicus
- Rhantus formosanus
- Rhantus franzi
- Rhantus friedrichi
- Rhantus frontalis
- Rhantus galapagoensis
- Rhantus gogonensis
- Rhantus grapii
- Rhantus guadalcanalensis
- Rhantus gutticollis
- Rhantus hiekei
- Rhantus hispanicus
- Rhantus includens
- Rhantus incognitus
- Rhantus interclusus
- Rhantus intermedius
- Rhantus kakapupu
- Rhantus kini
- Rhantus latitans
- Rhantus latus
- Rhantus leuser
- Rhantus limbatus
- Rhantus liopteroides
- Rhantus longulus
- Rhantus manjakatompo
- Rhantus monteithi
- Rhantus notaticollis
- Rhantus novaecaledoniae
- Rhantus obscuricollis
- Rhantus oceanicus
- Rhantus orbignyi
- Rhantus ovalis
- Rhantus pacificus
- Rhantus papuanus
- Rhantus pederzanii
- Rhantus peruvianus
- Rhantus phocaenarum
- Rhantus plantaris
- Rhantus poellerbauerae
- Rhantus pseudopacificus
- Rhantus riedeli
- Rhantus rohani
- Rhantus rufus
- Rhantus rugulosus
- Rhantus schauinslandi
- Rhantus schereri
- Rhantus sericans
- Rhantus sexualis
- Rhantus signatus
- Rhantus sikkimensis
- Rhantus simulans
- Rhantus sinuatus
- Rhantus socialis
- Rhantus souzannae
- Rhantus stenonychus
- Rhantus supranubicus
- Rhantus suturalis
- Rhantus suturellus
- Rhantus taprobanicus
- Rhantus thibetanus
- Rhantus tigris
- Rhantus validus
- Rhantus wallisi
- Rhantus vermiculatus
- Rhantus vicinus
- Rhantus vinsoni
- Rhantus vitiensis
- Rhantus wittei
- Rhantus yessoensis